# Benjaman Kyle
Benjaman Kyle (Indianapolis, 29 agosto 1948) è lo pseudonimo utilizzato da un uomo che soffre di amnesia retrograda dall'età di 65 anni. La sua reale identità, William Burgess Powell,  è conosciuta dal settembre 2015 grazie a un test genetico.
È stato l'unico cittadino statunitense a essere incluso nella lista delle persone scomparse pur essendo noto il luogo in cui vive. Negli Stati Uniti d'America è conosciuto anche come Man with no name (L'uomo senza nome).

## Biografia
Benjaman Kyle è lo pseudonimo di un uomo che soffre di amnesia retrograda, ritrovato in stato d'incoscienza il 31 agosto 2004 e la cui identità è rimasta ignota fino al 2015. Quel giorno, verso le 5:00-6:00 del mattino, un uomo nudo e privo di sensi viene trovato nei pressi di un ristorante Burger King dal capo della filiale del fast food, all'incrocio tra l'uscita 87 dell'Interstate 95 e l'Highway 17, a Richmond Hill, in Georgia; l'uomo è steso accanto ai cassonetti del ristorante. Portato all'ospedale, si scopre che l'uomo soffre di amnesia retrograda e non riesce a ricordarsi com'è finito in mezzo a quei rifiuti; ha completamente perso la memoria, non sa come si chiama e non si riconosce nel proprio viso.
I medici gli trovano tre fori nel cranio, che potrebbero indicare dei colpi subiti da un'arma contundente. Soffre di una cataratta progressiva a entrambi gli occhi, che può esser stata causata dall'esposizione prolungata al sole mentre giaceva a terra svenuto. Nei pressi del Burger King la polizia non trova alcun indizio capace di permettere la sua identificazione. Soprannominato "BK", perché è stato trovato vicino a un Burger King, decide di assumere il nome di Benjaman Kyle. Pensa di esser nato il 29 agosto 1948 (lo ricorda perché sono dieci anni esatti prima di Michael Jackson) e di chiamarsi Benjaman; ha inoltre qualche vago ricordo di Denver e Indianapolis e pensa di aver vissuto a Boulder negli anni settanta; del resto non ricorda nulla, dato che i pochi ricordi si fermerebbero attorno al 1985.
Alcuni linguisti hanno affermato che il suo accento è un miscuglio di quello del nord dell'Indiana e di quello dell'Oklahoma. Senza identità e senza assicurazione, fornire assistenza medica a Benjaman Kyle fu complicato: non possedendo un numero di previdenza sociale (ossia l'identificativo univoco che negli USA è l'analogo del codice fiscale), non ha potuto neppure trovare un lavoro ed è stata aperta una petizione nel 2012 sul sito della Casa Bianca per attribuirgliene uno ex novo. Fino al 2012 viveva a Savannah, in Georgia, a circa 40 km da dove venne ritrovato.
Nel 2012 lo studente dell'Università statale della Florida John Wikström gli ha dedicato il cortometraggio Finding Benjaman, presentato anche al Tribeca Film Festival e al Festival di Cannes, nel quale Kyle afferma di vivere nei boschi, come un senza tetto, vista l'impossibilità di essere accolto nei centri di assistenza o di trovare un lavoro a causa del non possesso del numero di sanità e di un documento di identità. In seguito a questo cortometraggio Benjaman ha ricevuto l'offerta di un imprenditore locale di lavorare come lavapiatti nella sua attività, lavoro che gli ha permesso di avere una dimora; inoltre, il senatore della Florida Mike Weinstein, attraverso il Dipartimento della Motorizzazione e Sicurezza Stradale della Florida (la motorizzazione civile statunitense), è riuscito a ottenere un documento d'identità temporaneo per avere un sostituto della carta d'identità.
Durante le riprese del documentario si trasferì in Florida a Jacksonville e nel gennaio 2015 abitava a Jacksonville Beach in un piccolo rimorchio lungo 1,50 m chiuso con l'aria condizionata. A settembre del 2015, grazie ad un team di ricercatori di genealogia forense guidato da CeCe Moore, Colleen M. Fitzpatrick  affermava di aver trovato la sua vera famiglia dopo undici anni ma non divulgò nessuna notizia per ragioni di privacy.

## Caratteristiche
Kyle è un uomo bianco di circa 50-65 anni, è alto 1,80 m e pesa 110 kg. Ha i capelli brizzolati ed è stempiato. Ha occhi blu-verdi.